# Autopista Top of the World
La Autopista Top of the World (forma parte de la Ruta de Alaska 9) es una carretera ubicada en el estado de Alaska. La autopista comienza en el Oeste en la Autopista Taylor en Jack Wade y se dirige hacia el Este, a la terminal del ferry de West Dawson en Yukón, Canadá. La autopista tiene una longitud de 275 km (171 mi). La autopista está cerrada en invierno.

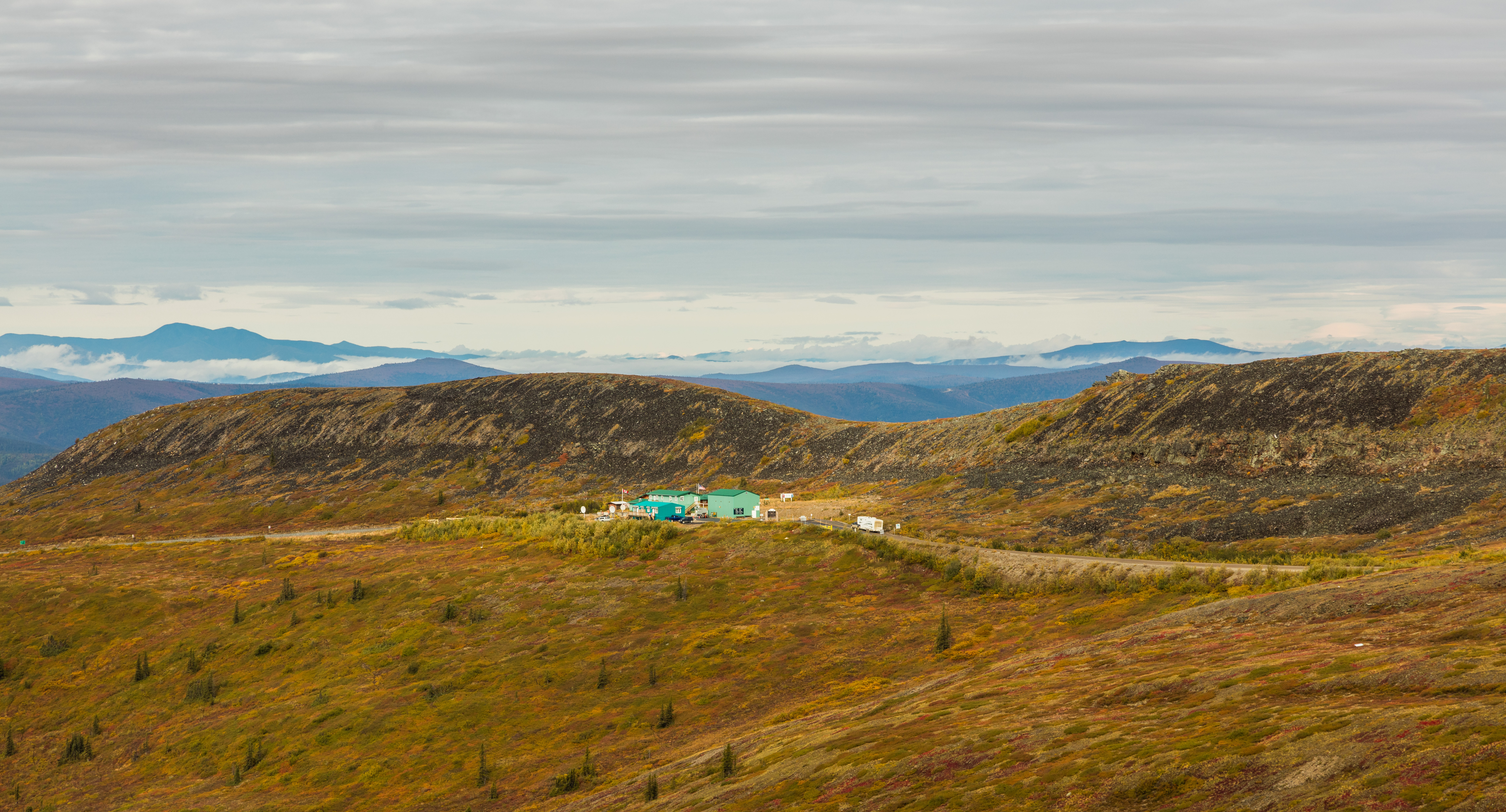
Paso fronterizo entre Canadá y los Estados Unidos en la carretera.

## Mantenimiento
Al igual que las carreteras estatales, las carreteras federales, la Autopista Top of the World es administrada y mantenida por el Departamento de Transporte y Servicios Públicos de Alaska por sus siglas en inglés DOT&PF.

## Galería de imágenes

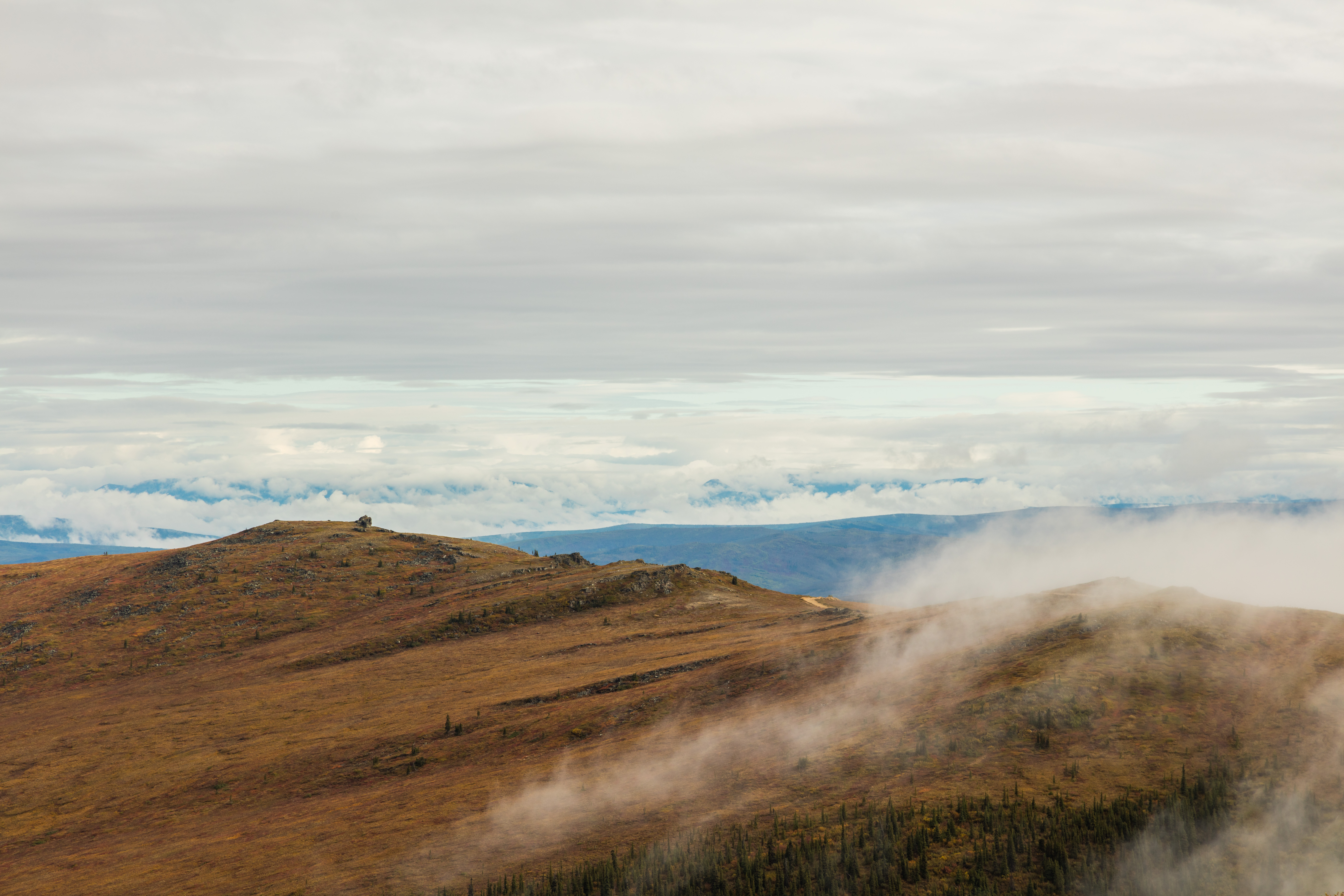
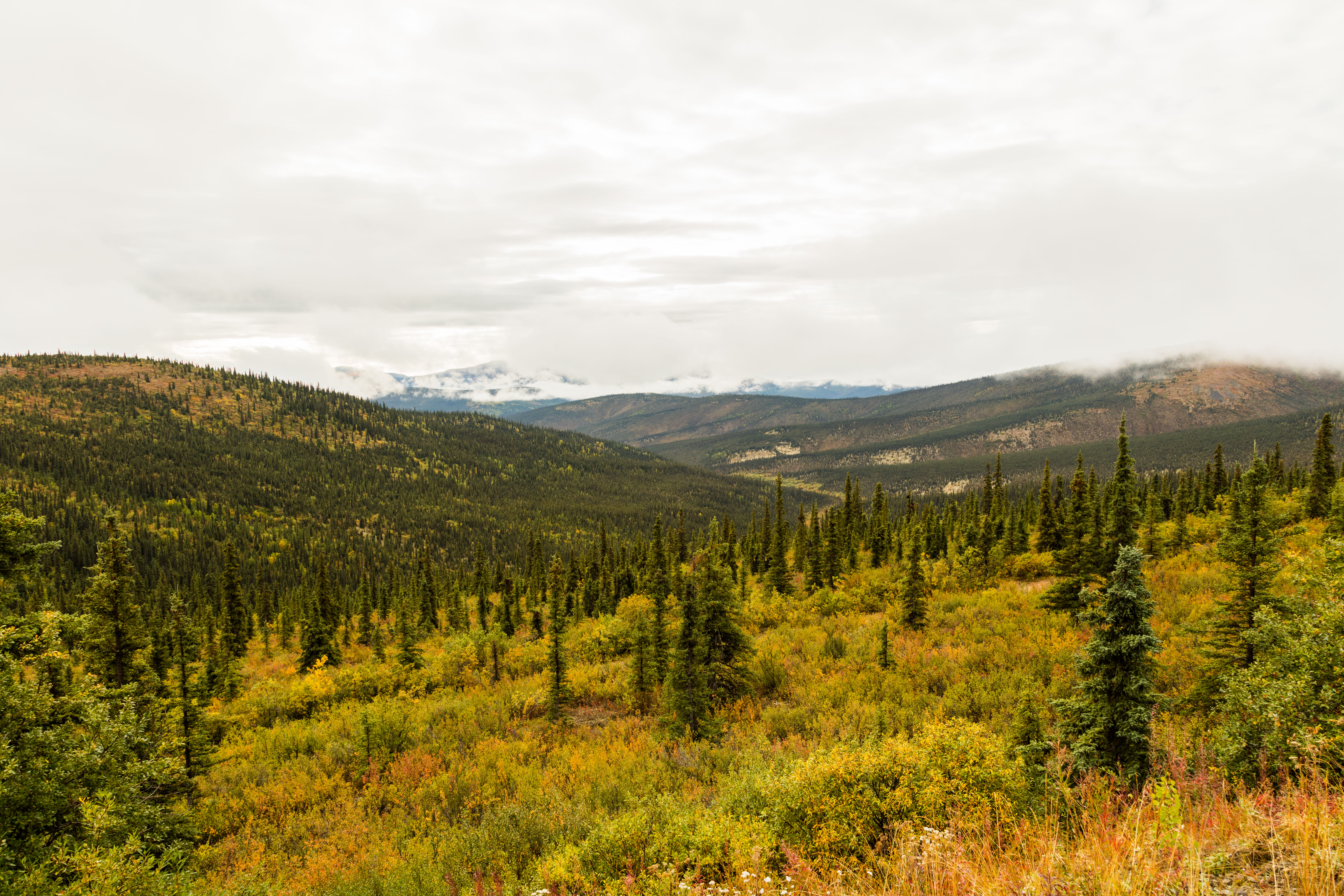
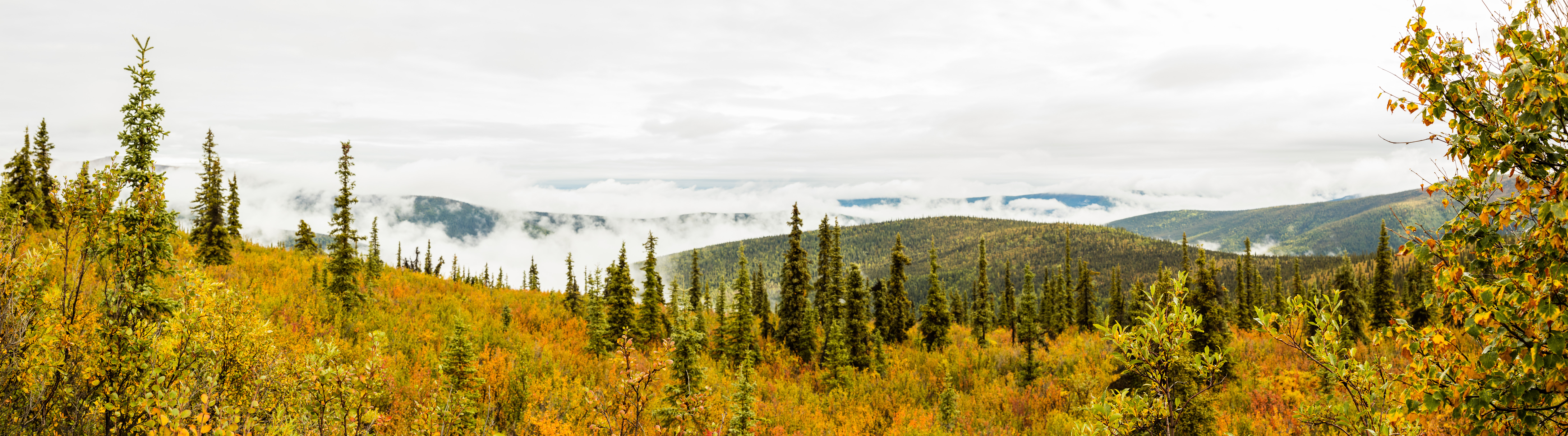
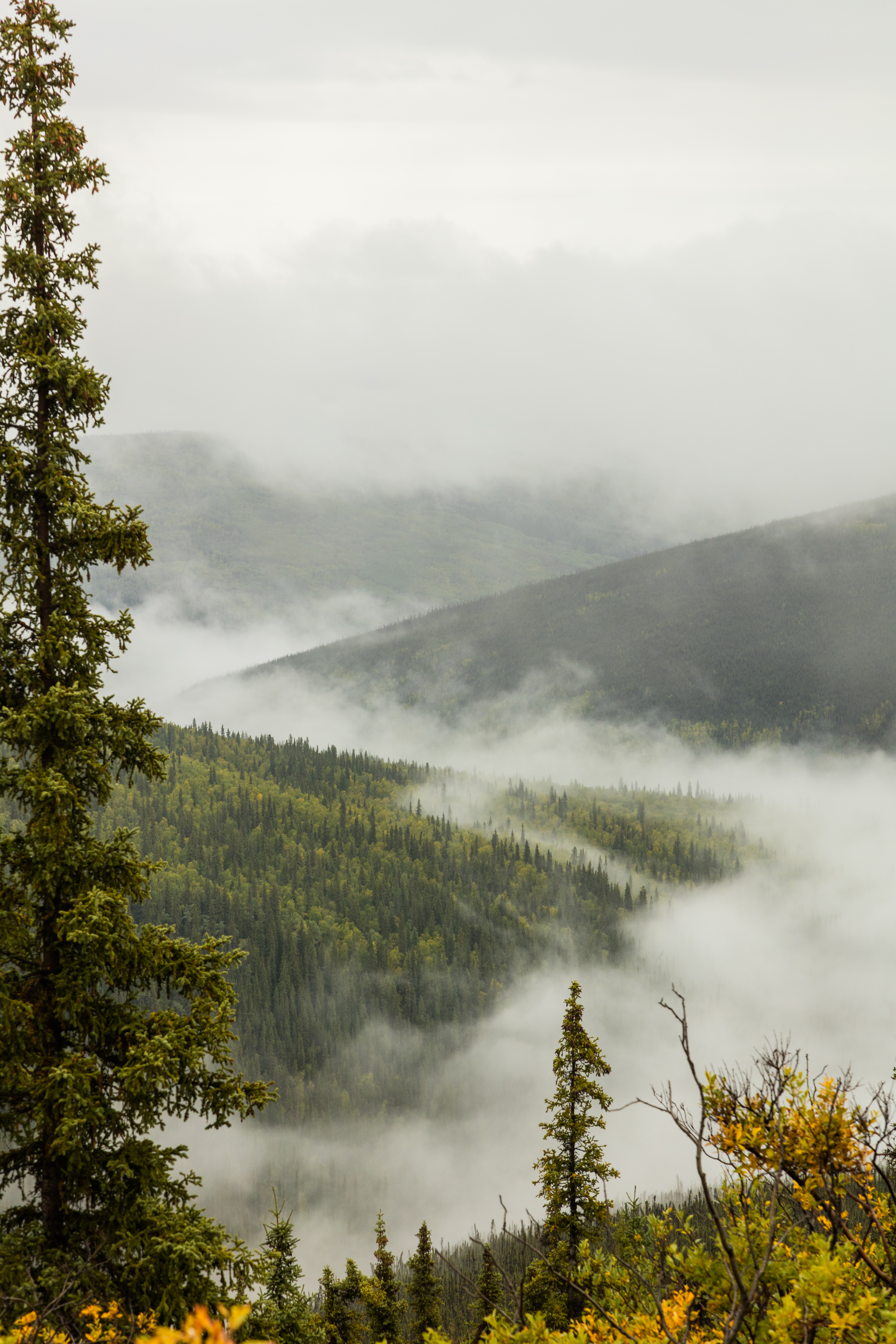